# Int-Ball
Int-Ball е съкращение от JEM Internal Ball Camera, означаващо „Вътрешна камера сфера“ на японския експерименталин модул и е японски безпилотен летателен апарат (дрон и робот), разположен в Международната космическа станция в японския модул „Кибо“.

## Технически данни
Int-Ball има сферична форма с диаметър 15 см и тежи 1 кг. За придвижването му са вградени 12 въздушни винта. За производството му са използвани стандартни части за дронове и части, изработени чрез 3D принтер. Има камера, монтирана между две светещи в синьо „очи“, като по този начин астронавтите могат винаги да се ориентират накъде е насочена камерата. Роботът може да се предвижва самостоятелно или да бъде управляван от наземния персонал.

## Използване
С помощта на Int-Ball трябва да е възможно да се извършват заснемания на всяко място и от всеки ъгъл. Това подпомага астронавтите в работата им, тъй като около 10% от времето им преминава във фотографиране на процесите на работа. Чрез това се повишава и участието на наземния персонал в работата по експериментите на станцията. 